# Tre camere a Manhattan (romanzo)
Tre camere a Manhattan è un romanzo di Georges Simenon, titolo originale Trois chambres à Manhattan, pubblicato per la prima volta in 14 puntate su "Carrefour" dal n° 92 al n° 105, 23 maggio-22 agosto 1946 e in contemporanea a luglio dello stesso anno da Presses de la Cité.
In italiano è uscito da Mondadori nel 1951 ("Romanzi della Palma" n° 15), tradotto da Torquato Padovani e poi da Laura Frausin Guarino per la Adelphi di Milano nel 1998 ("Biblioteca Adelphi" n° 360).

## Composizione
Nel 1945 Simenon, con sua moglie Tigy e loro figlio Marc, giunge a New York con l'intenzione di recarsi in Canada, dove prende residenza a Sainte-Marguerite-Estérel, nel Québec. Qui assume per segretaria Denyse Ouimet, raccomandata da un amico editore, la quale lascia il suo lavoro a Filadelfia per lavorare con lui. I due diventano prima amanti, poi saranno marito e moglie, quindi divorzieranno.
Nel romanzo la storia tra i protagonisti, Kay Miller e François Combe, è fortemente ispirata ai loro primi incontri clandestini a New York. All'uscita del libro l'amico scrittore Pierre Benoît scrive a Simenon molto colpito dalla profondità del libro, e Jean Renoir contatta subito Charles Boyer che a sua volta si dichiara pronto a interpretare la parte di lui sullo schermo. Per la parte di lei, Renoir pensa a Leslie Caron. Il film si farà solo nel 1965, con la regia di Marcel Carné (i protagonisti sono Maurice Ronet e Annie Girardot, che vincerà la Coppa Volpi per la migliore interpretazione femminile), ma anche Jean-Pierre Melville avrebbe voluto girarlo. Al contrario, all'amico André Gide il libro non piacque.

## Trama
Un uomo e una donna si incontrano in un bar di Washington Square a New York e cominciano a camminare per la città. Lui è francese, venuto a cercare lavoro oltre oceano anche per allontanarsi dalla moglie che ha una relazione con un uomo più giovane. Dopo aver parlato e camminato a lungo e dubitato e non aver potuto resistere l'uno all'altro, i due finiscono in un hotel, dove fanno l'amore. Il giorno dopo si conoscono meglio, lui è geloso del passato di lei che è stata sposata con un diplomatico e lei è attratta dalla solitudine di lui. La seconda stanza in cui si rifugiano è quella di lui, dove lei scopre che lui è stato un attore abbastanza famoso in Francia, prima che lasciasse tutto per vivere qui, quasi in miseria. La terza stanza è quella di lei, che la condivide con un'amica. Anche qui i due si avvicinano e si allontanano, presi da passione a tinte fosche che sta crescendo e li sta consumando. Forse sarebbe stato meglio non sapere niente l'uno dell'altra. Ma a questo punto c'è una separazione: lei deve partire, va in Messico. La distanza si fa dolorosa. Quando lei torna i due si rendono conto di non poter fare a meno l'uno dell'altra. Ora forse la loro storia può davvero cominciare.

## Edizioni
- Georges Simenon, Tre camere a Manhattan, trad. di Torquato Padovani, Mondadori, Milano, 1951
- Georges Simenon, Tre camere a Manhattan, trad. di Laura Frausin Guarino, Adelphi, Milano 1998 ISBN 9788845913815